# موياي تاي

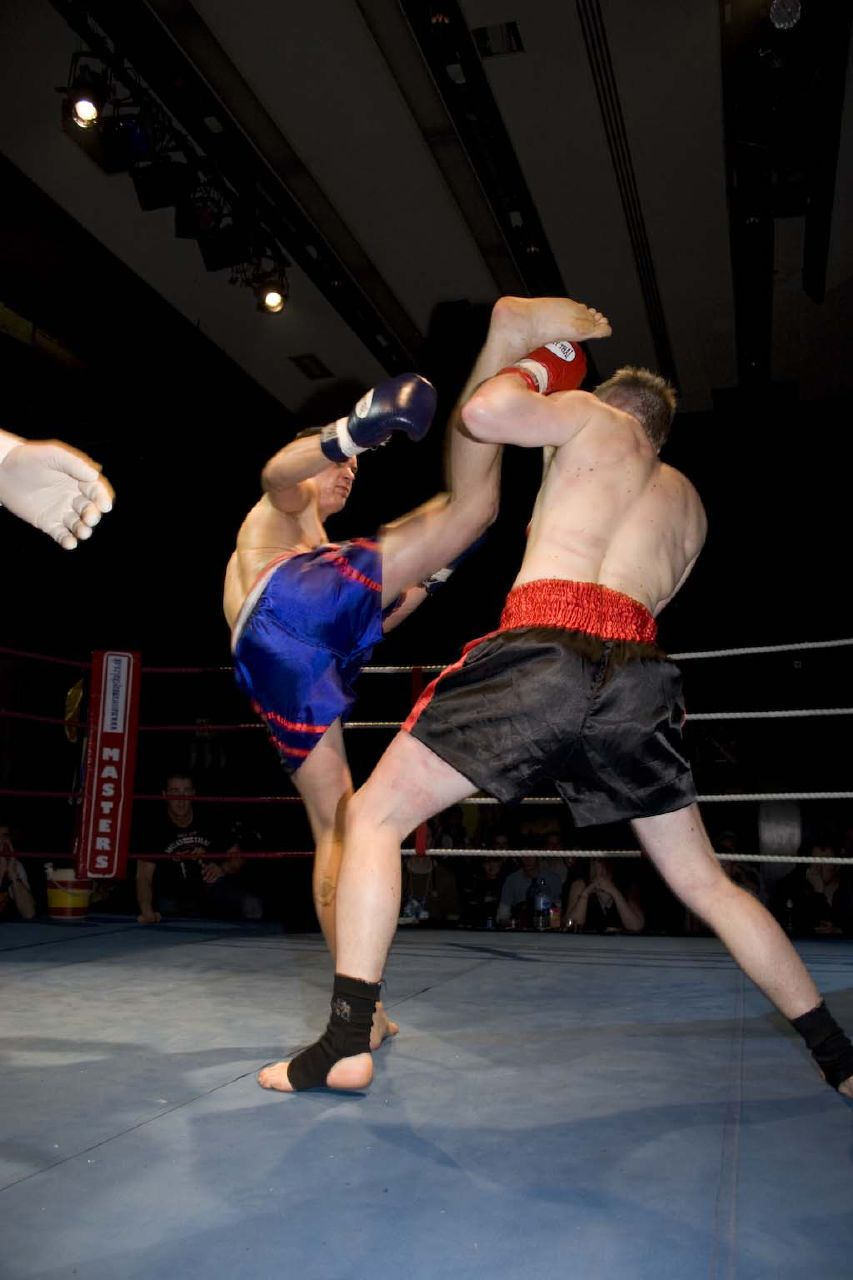

السيلابا مواي تاي أو المواي تاي أو «البوكس تاي»، المسمى أحيانا بالملاكمة التايلاندية، هو عبارة عن فن قتالي تم ابتكاره من أجل الجند وذلك في القرن السادس عشر. وقد ساعد هذا الفن سكان تايلاند على التصدي للبيرمانيين أثناء الغزو. اليوم، تمارس الملاكمة التايلاندية في العالم بأشمله.
يتطلب هذا الفن المنحدر من «كرابي كرابونج»، لياقات بدنية مثل الخفة، ردود الفعل، القدرة والقوة، كما يتطلب لياقات ذهنية كالاحترام. يلقب هذا الفن ب فن الأطراف الثمانية بسبب استخدام اليدين والكوعين والرجلين والركبتين.
تعتبر الملاكمة التايلاندية رياضة رسمية في تايلاند حيث توجد فيها عدة نوادي تدريب (والمسماة بالمعسكرات) والتي تستقبل الصبيان ابتداء من سن السابعة. ويتم بث أهم المبارزات بانتظام أيام السبت والأحد من طرف المحطات التلفزيونية.
إن الملعبين الأكثر شهرة في بانكوك والذين تجري فيهما المبارزات هما ملعب «لومبيني» وملعب «غاجادامنون»، وهما معروفان في العالم كله حتى أنهما يعتبران مرجعاً لفن المواي تاي.

## نظام المباراة
تجري المبارزة في 5 أشواط من 3 دقائق مسبوقة برقصة طقوسية: «الغام مواي» الذي يقوم خلاله «الناك مواي» (الملاكم) بارتداء «المانجكون» (عبارة عن رباط من الثوب يضعه حول رأسه من أجل التعبير عن احترامه لمدربه وتحسين إدراكه الذهني)، ويضم حركات مقننة من طرف الخصمين وخاصة بكل نادي. بالإضافة إلى أوركسترا منظم للأشواط يتكون من طبل، صنج وناي مخنخن. أما الضربات المسموح بها فهي: اللكمات، ضربات الكوع، ضربات الركبة، الركلات.
يمكن للمجابهة أن تدوم وتكون سببا لضربات الركبة، كما يمكن أن تنتهي مع إسقاط الخصم أرضا أو بسبب مقاطعة من طرف الحكم.
نادرا ما يتم استعمال ضربات الكوع في معظم مبارزات الملاكمة التايلاندية خارج التايلاند.
أما الركلات الأكثر استعمالا فهي ركلات الشظية المستديرة (عظم الساق الأكبر) وتعتبر هذه الأخيرة الضربة الرئيسية للملاكم التايلاندي.

## تاريخ المواي تاي
في سنة 1411، بعد موت الملك «سن موانج ما»، أراد ابنيه «كي» و«فانج» الاستيلاء على الحكم، وبما أنه لم يتم الحسم بين جيوشهما في ميدان المعركة، فقد قررا إنهاء الصراع بالمبارزة. فاختار كل معسكر أفضل ملاكم له، لكي ينهزم في آخر المطاف ملاكم «فانج» ويجلس «كي» على كرسي العرش. لقد قامت تقنية مبارزة ملاكم «كي» بإحداث هذا الفن.
تحكي الأسطورة بأنه في عام 1767، أثناء حرب البيرمانيين ضد التايلانديين، بأن جنديا ملاكما اسمه «ناي خانوم توم» كان سجينا في المعسكر الخصم وتمت مواجهته بعشر أبطال بيرمانيين قام بصرعهم جميعا، وبعدما أصبح بطلا قوميا، بدأ التايلانديون يحيون ذكراه كل سنة بمناسبة «ليلة الملاكمين».
في القرن السادس عشر، أصبح المواي تاي جزءا من التدريب العسكري، وقد وصل إلى ذروة شهرته مع بداية القرن الثامن عشر، أثناء حكم "برا شاو سوا" المسمى ب"الملك النمر". لقد كان المواي تاي بمثابة التسلية المفضلة للشعب، وكانت كل قرية تنظم مبارزات بانتظام. كما أن الملك، والذي كان بنفسه ملاكما قويا من الدرجة الأولى، يتسلى بتحدي أبطال البلد. آنذاك كان الملاكمون يحمون لكماتهم بلف أيديهم بهلب الحصان. فيما بعد، تم استبدال الهلب بلفات من القطن مثبتة بالصمغ. وقد كانت المحارات أو قشر الأشجار تستخدم كصدفة، وأحيانا، بعد اتفاق بين الملاكمين، يتم إضافة قطع من الزجاج إلى صمغ اللفات. آنذاك كانت تجري المبارزات بغض النظر عن "طبقة الوزنّ وبدون اعتبار للوقت. ولأن الملاكمة التايلاندية كانت رياضة قاتلة، فقد مُنعت عام 1921. وفي سنة 1930، ظهرت المواي تاي من جديد مع تبني قواعد المباراة وتقنيات لطمات الملاكمة الإنجليزية (القفازات، الحلبة..الخ). وقد ساعدت تنمية القطاع السياحي بذتايلاند على اكتشاف الغربيين لهذا الفن الذي يعتبر هناك رهانا اجتماعيا كبيرا للشباب. تجري المبارزات حسب طقوس ساحرة. قبل المبارزة، يركع كل من الملاكمين ويصليان. وتجري المباراة في جو موسيقي "مباشر" يخلقه مجموعة من الموسيقيين التايلانديين.
يعتبر المواي تاي أقدم الفنون الثلاثة «الركلات-اللكمات» الموروثة عن التقنيات الأسيوية، وقد انتشر هذا الفن أولا في هولندا ثم انتقل إلى فرنسا منافسا لفن ال«فول كونتاكت» بكونه من جهة فنا مضمون الأصل، ولأنه من جهة أخرى عبارة عن نسخة تايلاندية لفن ال«كيك بوكسينج». ولأن المواي تاي يستخدم الأسلحة الأربعة، فهو يعتبر رياضة قتالية كاملة. ويتطلب هذا الأخير يقظة شديدة لأنه يمكن للضربات أن تأتي من كل مكان. وتمكن تقنية الحجز الملاكم التايلاندي من التنفس بجهد قليلا، أما الصرع، فلا يعطي أية نقط وإنما يمكن الملاكم من التخلص من المجابهة جسما لجسم (بصرف النظر عن التأثير النفسي).
المعروف عن هذه الرياضة أنها الأكثر عنفا من بين الفنون الأربعة «الركلات-اللكمات» لكن الممارسون لها لا يتفقون مع هذا الرأي بل بالعكس. يقال بأن كل الضربات في فن المواي تاي مسموحة. يقول «روجي باشي»، أحد رواد هذا الفن بفرنسا: «لا يمكن للمواي تاي أن يكون –كما يقول عنه الناس خطأ- رياضة سوقية، إذ يتطلب هذا الفن إرادة وانضباطا شديدين، لكن كما في أي نشاط رياضي، يلعب المعلم دورا أساسيا في تدريب التلميذ. ومنه فستكون لعقلية المعلم تأثيرا كبيرا على التلميذ».
يعتبر المواي تاي رياضة رسمية ومهارة حقيقية تمكن 200000 شخص، ملاكم، مدرب، تاجر...الخ من العيش.
تدير هذه التجارة الضخمة منظمتين مكونتين من رأسين ينظمان المبارزات كل يوم. «اللومبيني» وهو الملعب الساحر النموذجي، يشرف عليه الجيش. أما «الغاجادامنون»، الملعب الحديث المتواجد في الأحياء الأنيقة لمدينة بانكوك، فهو يخضع للحكومة. ويبلغ عدد الممارسين للمواي تاي 100000 شخص وتجري مئات المباريات كل أسبوع في كل أنحاء البلد.

## تدويل المواي تاي
في عام 1966، قام المعلم «كيوكوشينكي كوغوساكي» بتحدي ملاكم تايلاندي وانهزم أمامه من أول شوط بالصرع. بعد هذه المبارزة، أقام المعلم بتايلاند عدة أشهر من أجل دراسة المواي تاي. بعد رجوعه إلى اليابان، أدخل فن المواي تاي تحت اسم «كيك بوكسينج». بعض الفرنسيين يمارسون الكيك بوكسينج مثل الملاكم «كيوم» ولاعب الكراته «بوتبول».
في سنة 1975، بدأ «ب. بريزن» يتدرب في طوكيو في نادي «كو رو ساكي» ويبارز أفضل اليابانيين. لقد قام بإنشاء أول نادي كيك بوكسينج في «كليرون فيرون».
في سنة 1980، قام «بود باد نوي»، أحد أحسن الملاكمين التايلانديين العشر بالإقامة بفرنسا وتعليم المواي تاي الحقيقي. ومنه بدأ التخلي عن الكيك بوكسينج والإتجاه إلى فن المواي تاي المسمى كذلك بالملاكمة التايلاندية.

## قواعد المواي تاي
تنقسم المنظمة الرياضية للملاكمة التايلاندية إلى عدة جمعيات واتحادات إلى درجة أن قواعد المواي تاي يمكن أن تصاغ بطرق مختلفة. هذه القواعد التي سيتم ذكرها فيما يلي هي قواعد مأخوذة مما يطبق في الملاعب التايلانية.

### الحلبة
تبلغ مساحة الحلبة سبعة أمتار عرضا بخمسة أمتار عرضا مع ارتفاع 20 قدما عن الأرض، ويجب أن تكون محاطة بثلاثة صفوف من الحبال على الأقل. يجب أن تضاعف الأرضية بمادة بناء ناعمة ومرنة سمكها أربعة سنتيمترات وأن تغطى بالقماش.

### هيئة المتبارزين
يجب أن يظهر الملاكمون في هيئة مناسبة للمبارزة، تتجلى في شورت قصير ورباط معلق للصدفة. يجب عليهم أن يتبارزوا بجذعيهما العاريين ورجليهما الحافيين، لكن يسمح لهما بارتداء واقيات للأوتاد، كما يمكن لهما عقد رباط حول العضلتين ذات الرأسين. أما الرأسية المقدسة «المونجكون» فيسمح بارتدائها في المراحل الافتتاحية والطقوسية، ويجب خلعها قبل المبارزة.

### الأربطة والقفازات
يتم حماية المفاصل برباط مرن من ثلاثة أمتار مثبت برباط لصوق. أما القفازات فيمكن أن يصل تفصيلها إلى ما بين 6 و 13.

### الوزن
تتم عمليات الوزن في حضور المنافس ومساعديه وذلك 4 ساعات قبل المواجهة. بعد عملية الوزن يقوم طبيب بإجراء فحص بدني عام.

### الشوط
تجري المباريات الرسمية في 5 استئنافات من 3 دقائق فسح بين كل شوط مع دقيقتين استراحة بين كل شوط في التايلاند ودقيقة ونصف استراحة في أوروبا.

### المساعدون
للملاكمين الحق في أن يكونوا مصحوبين بمساعدين اثنين.

### النتيجة
يتم منح النقط حسب الاعتبارات التالية:
- التقنية، الدقة، القدرة والضرر الناتج عن كل ضربة (لكمة، ركلة، ضربة كوع، ضربة ركبة)
- المهارة الدفاعية
- العدوانية ومهارة الهجوم:

- التعادل: 10 نقط لكل من الملاكمين
- تفوق بسيط: 10 نقط مقابل 9
- تفوق واضح: 10 نقط مقابل 8
- تفوق ساحق: 10 نقط مقابل 7
في حالة إذا ما حصل الملاكمين على نفس عدد النقط، يكون الفوز من نصيب الملاكم الأكثر عدوانية. يملك الحكم الحق في سحب النقط للمتبارز الذي يقوم بمخالفة.

### الحكام والمحكمون
تكون النتيجة النهائية من شأن حكم واحد ومحكمين اثنين، يقومون جميعا بالتوالي بملء مذكرة في آخر كل استئناف، ثم يدلون بالنتيجة في آخر شوط.

### المخالفات
- ضرب المنافس وهو على الأرض أو يحاول النهوض أو بعد نهاية الشوط
- جذب الشعر
- الضرب بالرأس
- العض أو البصق
- ضرب العين بالإبهام
- الاستناد بالحبال
- المبارزة مع مسك الحبل
- التحاشي بمكر لهجمات المنافس، بالتظاهر بالسقوط، الانسلال تحت الحبال أو الاختباء وراء الحكم
- الضرب عمدا للأعضاء التناسلية
- القيام بأي تصرف خاطئ يمكن أن يجرح المنافس

أي متباري يقوم بمخالفة ولو من غير إلحاق إعاقة أو جرح بمنافسه يحصل على إنذار شفهي ويعاقب بسحب نقطة واحدة. أما المتباري الذي يقوم عمدا بمخالفة تلحق الخسارة بمنافسه أو يجرح خصمه يمكن له أن ينهزم بسبب المخالفة أو أن يتم إقصاءه من طرف الحكم، بدون إشعار إذا ما كرر تصرفه خلال المباراة.
في حالة مخالفة غير مقصودة تحول دون إنهاء المباراة، يقوم الحكم بإيقاف المبارزة ويمنح الفوز بتقنية الصرع للملاكم الذي حصل على أكبر عدد من النقط أو يعلن عن التعادل إذا ما كان الملاكمين متعادلين في النقط.
يمكن لأي رياضي أن يشتكي من أية مخالفة للحكم الذي يقرر حينها فورا: إذا لم تكن المخالفة ضمن ما ذكر أعلاه، تستمر المباراة.

### القرار
يتم الإعلان عن الفوز:
- حسب النقط
- بالصرع: إذا لم ينهض المنافس في خلال 10 ثواني
- بتقنية الصرع: يقاطع الحكم المبارزة لأن أحد الرياضيين:

- لا يستطيع الاستمرار
- لا يظهر بعد قرعة الصنجة
- مصاب بجرح يمنعه من متابعة المبارزة
- بقرار من الطبيب، بعد إصابة
- بالتخلي: يصرح أحد المتبارزين بعدم الرغبة في الاستمرار
- بإقصاء المنافس بسبب مخالفة كبيرة
- بقرار من المحكمين: بعد انتهاء المباراة، يعلن المحكمون عن الفوز للملاكم الذي أحرز على أكبر عدد من النقط.

### الفوز
- بالإجماع: 3 أصوات إيجابية
- بالأغلبية: صوتين إيجابيين وصوت سلبي
- بالتعادل: بقرار من محكمين اثنين من ثلاثة أو إذا كانت آراء المحكمين مختلفة كليا
- «بلا منازعة»:

- بقرار من المحكمين بطلب من الرئيس، لأن الرياضيون يتبارزون بأسلوب خاطئ أو يجتنبان المبارزة
- عندما يتواجد أحد المتبارزين على الأرض، يأمر الحكم المنافس بأن يذهب إلى ركن محايد ويبدأ العد من 1 إلى 10
- إذا كان الملاكم الذي أسقط منافسه أرضا لا يمتثل للأوامر، يتوقف الحكم عن العد ويأمر الملاكم مرة ثانية ثم ينتظر امتثاله للأوامر لكي يبدأ في عد الثواني
- إذا سقط الملاكم أرضا أثناء العد أو قبل عد 8 ثواني، بإمكان المنافس الاستمرار
- إذا لم يكن الملاكم الذي سقط على الأرض قادرا على متابعة المباراة، يجب عليه الاستمرار في العد إلى غاية 10
- إذا نهض الملاكم قبل أن يصل العد إلى 10 ثم سقط من جديد، يجب عليه إعادة عد الثواني
- إذا سقط الملاكمين على الأرض: يبدأ في العد ولا يتوقف عن العد ولو نهض أحد الملاكمين أو يعلن عن التعادل عند الثانية العاشرة إذا لم ينهض أي منهما
لا ينجي الجرس الملاكم المرمي أرضا من عد الثواني، إلا في الشوط الأخير. في نهاية العد، يكون الفائز هو الملاكم الذي ما زالت عنده القدرة على متابعة المبارزة.

### الطبقات الاحترافية
- ذبابة: من 48 كلغ إلى 50.802 كلغ
- ريشة: من 50.802 كلغ إلى 53.524 كلغ
- ديك: من 53.524 كلغ إلى 57.152 كلغ
- خفيف: من 57.152 كلغ إلى 61.235 كلغ
- نصف متوسط: من 61.235 كلغ إلى 66.678 كلغ
- متوسط: من 66.678 كلغ إلى 72.574 كلغ
- نصف ثقيل: من 72.574 إلى 79.378 كلغ
- ثقيل: أكثر من 79.378 كلغ

## التقنيات
يتطلب المواي تاي الاحتراف في مجموعة الحركات التالية:

### تقنية الركلة
- الركلة المنخفضة: ركلة تحتية، دائرية تعطى عن طريق الشظية (الساق الأكبر) على فخذ المنافس أو ساقه الأكبر، يمكن لهذه الركلة أن تكون داخلية (بين الساقين) أو خارجية
- الركلة المتوسطة : ركلة دائرية تعطى عن طريق الساق الأكبر في اتجاه الأضلع المتحركة للمنافس
- الركلة العالية : ركلة عالية دائرية تعطى عن طريق القدم، عنق الرجل أو مؤخر القدم في اتجاه وجه المنافس
- الركلة المباشرة : ركلة مباشرة تعطى عن طريق سطح الرجل في اتجاه النصف الأعلى من جسم المنافس
- الركلة المقلوبة : ركلة يستعد فيها الملاكم لقفزة دائرية غالبا ما تتم في اتجاه الرأس

### تقنية اللكمة
- اللكمة المستقيمة : ضربة مستقيمة تعطى باليد في اتجاه وجه المنافس أو كبده
- اللكمة المباشرة : لكمة نصف مستديرة معطاة في اتجاه وجه المنافس أو كبده
- اللكمة الصاعده : لكمة موجهة من تحت إلى أعلى نحو ذقن الخصم أو كبده

### تقنية الركبة
- تقنية ترتكز على ضرب المنافس عن طريق الركبة. بالإضافة إلى ضربات الركبة أثناء المبارزة، استعمال هذه التقنية مهم جدا في حالة المجابهة جسما لجسم.
- الركبة الطائرة: القفز وضرب الخصم بالركبة في الهواء

### تقنية الكوع
ضربة كوع مباشرة، قافزة، مستديرة، منقضة، صاعدة... وترتكز هذه التقنية على ضرب الخصم بالكوع.

### تقنية المجابهة جسما لجسم
مصارعة عن قرب، ترتكز على القبض المباشر على للمنافس. يمكن استعمال هذه التقنية من أجل الاستراحة بالالتصاق بالملاكم الآخر أو من أجل إرهاق الخصم بإلحاق ضربات الركبة بأضلاعه.

### تقنية الإسقاط والصرع
- الإسقاط : حركة ترتكز على إلقاء جسم المنافس من أجل التخلص من المجابهة جسما لجسم.
- الصرع : حركة ترتكز على إيقاع المنافس عن طريق ركلة منخفضة دائرية.

### تقنية الحصر والحجز
- الحصر : حركة ترتكز على منع ضربة من أن تصل إلى الموضع المقصود، يتم هذا الحصر عن طريق الأيدي أو عظم الساق الأكبر.
- الحجز : جمال عن طريق اليد أو اليدين بحركة سريعة من أجل قبض المنافس والقيام بهجوم معاكس.

### تقنية التجنب
حركة الجسم من أجل تجنب ضربة بمهارة.